# Real Biblioteca del Monasterio de San Lorenzo de El Escorial
Real Biblioteca del Monasterio de San Lorenzo de El Escorial, también conocida como la Escurialense o la Laurentina, es una gran biblioteca renacentista española fundada por Felipe II que se halla en la localidad madrileña de San Lorenzo de El Escorial, formando parte del patrimonio del monasterio de El Escorial.

## Motivación
La idea de Felipe II de hacer una gran biblioteca en España tiene como principales motivos los siguientes:
- el carácter humanista del propio rey, persona con gran formación intelectual, además de gran bibliófilo, que asumió como natural el impulso de una biblioteca. La historiografía más reciente ha acuñado el término de Librería Rica para referirse a la biblioteca privada de Felipe II, la cual ha sido considerada como el embrión de la Escurialense o, al menos, una gran inyección a los fondos de esta última.

- el contexto del humanismo, movimiento cultural característico del Renacimiento, que conllevaba el constante fomento de toda actividad intelectual;

- la necesidad de asentar la Corte en un lugar fijo;

- la labor de los asesores del monarca, muchos de ellos humanistas que, con Benito Arias Montano a la cabeza, marcaron el rumbo de la cultura española del momento. Todos ellos eran grandes lectores y bibliófilos, por lo que aconsejaron al rey de buen grado de cara a la política que debía llevar a cabo si quería construir una buena biblioteca.[1]

## Proceso de formación

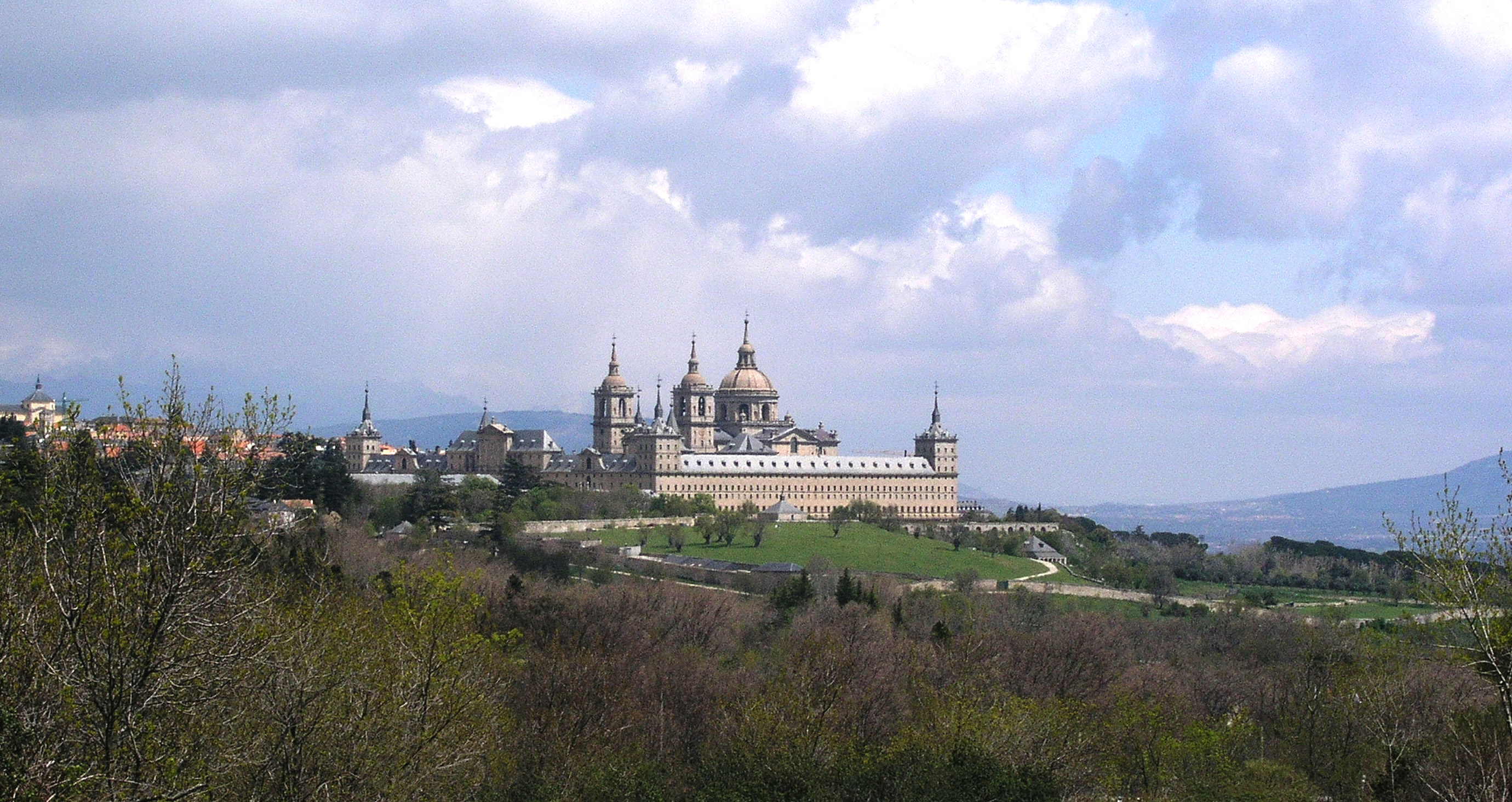
El Monasterio de El Escorial, donde se encuentra la biblioteca.

La creación de una gran biblioteca en España la tuvo en mente Felipe II desde 1556, pero retrasó el proyecto el «carácter trashumante» de la corte española. Por esas fechas, el rey comunicó a algunos de sus asesores, como Páez de Castro, que comenzasen el acopio de libros para una librería regia.
La decisión real de elegir en 1559, con la corte ya establecida en Madrid, San Lorenzo de El Escorial como lugar de construcción fue una decisión polémica, que contravino las indicaciones de sus asesores, los cuales se inclinaban por localidades como Salamanca, ya que contaban con una gran tradición universitaria y por tanto con mayor interés, a nivel general, por los libros. Además, lo apartado del lugar respecto de las plazas universitarias por excelencia de la época, como la propia Salamanca o Valladolid, fue considerado otro problema añadido.
Los primeros libros comienzan a llegar en el año 1565. Las primeras adquisiciones se corresponden con 42 duplicados de libros ya existentes en palacio.
En 1566 llegó una segunda remesa de libros, entre los que se encontraban piezas de gran valor como el Códice áureo, el Apocalipsis figurado o, quizá el más importante, un De baptismo parvulorum, de san Agustín, supuestamente escrito de su puño y letra.
A lo largo de los dos años siguientes se sobrepasó la cifra de los mil volúmenes gracias a las aportaciones de asesores como el obispo de Osma, Honorato Juan. Llegados a este punto, la biblioteca era una realidad, y Felipe II se reunió con representantes destacados de todo tipo de disciplinas para asesorarse en la adquisición de copias. La tendencia en estos años será adquirir originales y volúmenes antiguos, pues según el criterio de la época esto era lo que hacía a una biblioteca «aventajada sobre otras».

## Evolución histórica

### Felipe II

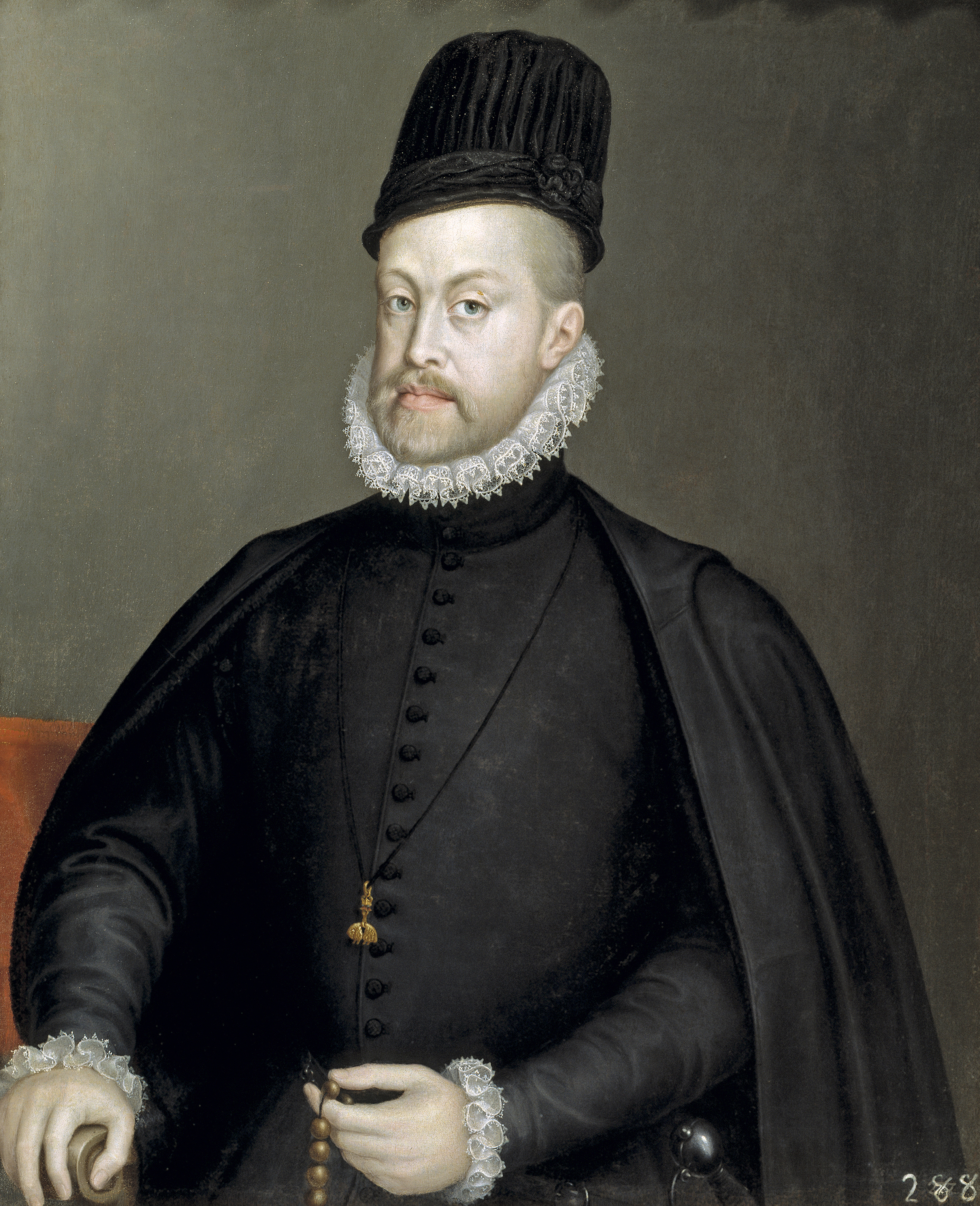
Felipe II, el artífice de la Biblioteca.

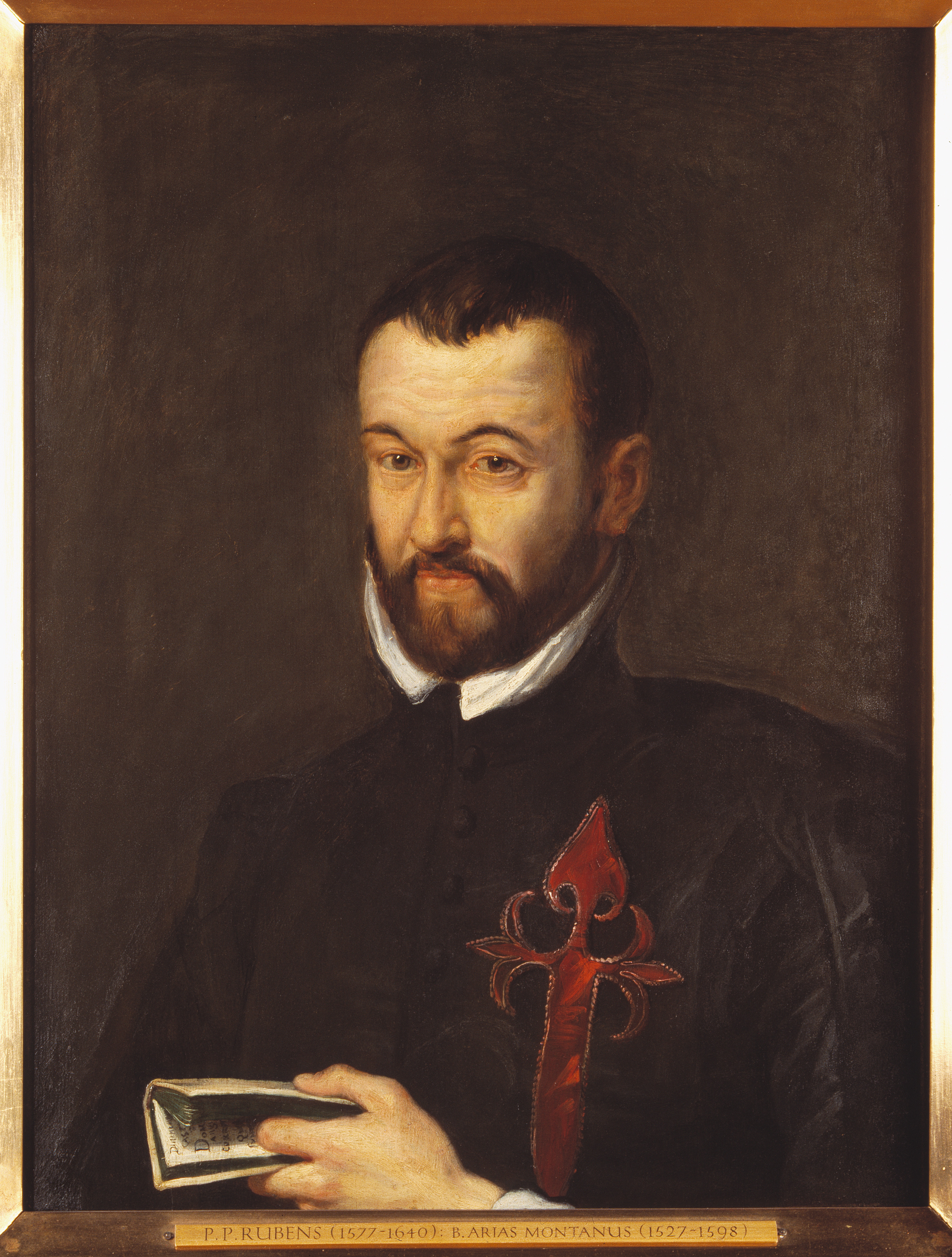
Benito Arias Montano

En 1571 se adquirió parte de la biblioteca de Gonzalo Pérez, uno de los asesores del rey, muerto cinco años antes, tras negociaciones con su hijo. Esto supuso 57 manuscritos griegos, procedentes de Sicilia, y 112 latinos, procedentes de la biblioteca del Duque de Calabria. Ese mismo año falleció otro de los secretarios reales, Juan Páez de Castro, y nuevamente se procedió a la compra a sus herederos de parte de su biblioteca. Se adquirieron 315 volúmenes, destacando fundamentalmente los de origen griego y árabe.
Siendo la Escurialense en ese momento una institución de gran prestigio, surgió la figura de los embajadores, que por doquier eran enviados con instrucciones y poder adquisitivo para la compra de numerosos ejemplares. Así, en territorio nacional se llevaron a cabo compras procedentes de archivos catedralicios y librerías monacales, mientras que en las principales ciudades europeas había emisarios encargados de adquirir obras de renombre. La labor de los emisarios, en el exterior, se coordinaba con la del bibliotecario/comisionado, en la propia biblioteca, pues este último se encargaba de ordenar y clasificar las piezas que llegaban a la biblioteca de El Escorial. Una de las colecciones más valiosas llegadas a la biblioteca fue la de manuscritos griegos y códices latinos recopilada por Diego Guzmán de Silva durante su estancia como embajador en Venecia (1569-1577).
En 1576 se realizó un inventario que recogió 4546 volúmenes, entre manuscritos (en torno a 2000) y libros impresos (aproximadamente 2500). Ese mismo año se adquirió la biblioteca de Diego Hurtado de Mendoza, la cual era considerada la más importante de España. Este hecho supuso más de 850 códices y 1000 volúmenes impresos, la mayoría adquiridos en el que entonces era el enclave comercial de libros por antonomasia: Italia.
En este momento el volumen de la biblioteca es tal que se requiere la colaboración de Benito Arias Montano, quien necesitó alrededor de diez meses para catalogar las obras, ordenando según el idioma de las mismas.
A comienzos de la década de los 80 del siglo XVI d. C., la Escurialense adquirió obras de gran importancia. El primer ejemplo fue donado por el señor de Soria, Jorge Beteta: un códice de los Concilios visigóticos que data del siglo IX d. C.. Además, de la biblioteca de Pedro Fajardo, marqués de los Vélez, se obtuvieron en torno a 500 impresos. Por otro lado, de la Capilla Real de Granada se tomaron libros pertenecientes a Isabel la Católica, muchos de ellos de gran belleza —algunos, como los Libros de horas, incluso se venden hoy en día en reproducciones facsímiles debido a su belleza visual—.
La última década del siglo se iniciaba con la compra de la biblioteca del canonista Antonio Agustín, una de las más extensas de España. No todas sus obras llegaron a San Lorenzo, pues algunas fueron a parar a la Biblioteca Vaticana, pero en torno a mil ejemplares recalaron en la Real Biblioteca de El Escorial.

### Otros Austrias
El siglo XVI d. C. finaliza con la muerte de Felipe II, en 1598, quien antes de fallecer estableció una pensión para la Biblioteca, para que pudiese seguir teniendo presupuesto para adquirir libros.
Su sucesor, Felipe III, dio continuidad a esta medida promulgando un privilegio a través del cual la Escurialense recibiría sin coste alguno un ejemplar de cada libro publicado. En cuanto al aumento del catálogo tras Felipe II, la dinámica continuó siendo ascendente. Arias Montano donó una serie de obras de entre las que destacan algunos códices hebreos, mientras que Luis Fajardo apresó un gran número de códices árabes en 1612 al sultán Muley Zidán.
La Real Biblioteca de El Escorial continuó creciendo durante todo el siglo XVII d. C., siendo un auténtico símbolo no solo de la monarquía de los Austrias, sino también del propio país. De hecho, el propio Felipe IV se encargó de hacer llegar nada menos que más de 1000 manuscritos en torno al año 1656, en su mayoría provenientes de la biblioteca de su ilustre valido, el Conde-Duque de Olivares, quien a su vez contaba con ejemplares de varias bibliotecas monacales y catedralicias.

#### El incendio
El 7 de junio de 1671 se produjo un gran incendio que supuso grandes pérdidas para la Biblioteca y para el conjunto del Monasterio. Pese a que, según las fuentes, el esfuerzo humano por sofocar las llamas fue enorme, eso no impidió que se perdieran más de 4000 códices en todos los idiomas, originales y copias. Entre las pérdidas más importantes, que fueron muchas, se hallan los Concilios visigóticos, así como la Historia natural de las Indias — una obra de 19 volúmenes de Francisco Hernández de Toledo. 
Durante el incendio, el procedimiento para salvar libros fue simple y llanamente retirar cuantos más mejor. Una vez sofocado el fuego, los códices quedaron hacinados en una misma sala, y siguieron perfectamente desordenados durante aproximadamente medio siglo sin que nadie se decidiera a poner fin a esta aleatoriedad. Finalmente, en 1725 se nombró bibliotecario al padre Antonio de san José, que dedicó un cuarto de siglo a reordenar, reclasificar y recatalogar todos los volúmenes. En total, el nuevo inventario aporta la cifra de 4500 ejemplares como la lista de supervivientes al incendio.

### ElsigloXVIII: cambio de tendencia
Con Carlos III se produjo un total cambio de tendencia, acaso producido por el «antes y después» que supuso el incendio de 1671. Si antaño la idea predominante era la de acaparar obras para enriquecer la Biblioteca, la sociedad dieciochesca pensó en extrapolar obras de la Escurialense para enriquecer su acervo. Dicho de otro modo, los intelectuales de la época deseaban divulgar los manuscritos que se encontraban en San Lorenzo de El Escorial. Así, se publicaron catálogos sobre los fondos para que los ilustrados tuviesen constancia de los volúmenes que allí se hallaban.

### ElsigloXIX

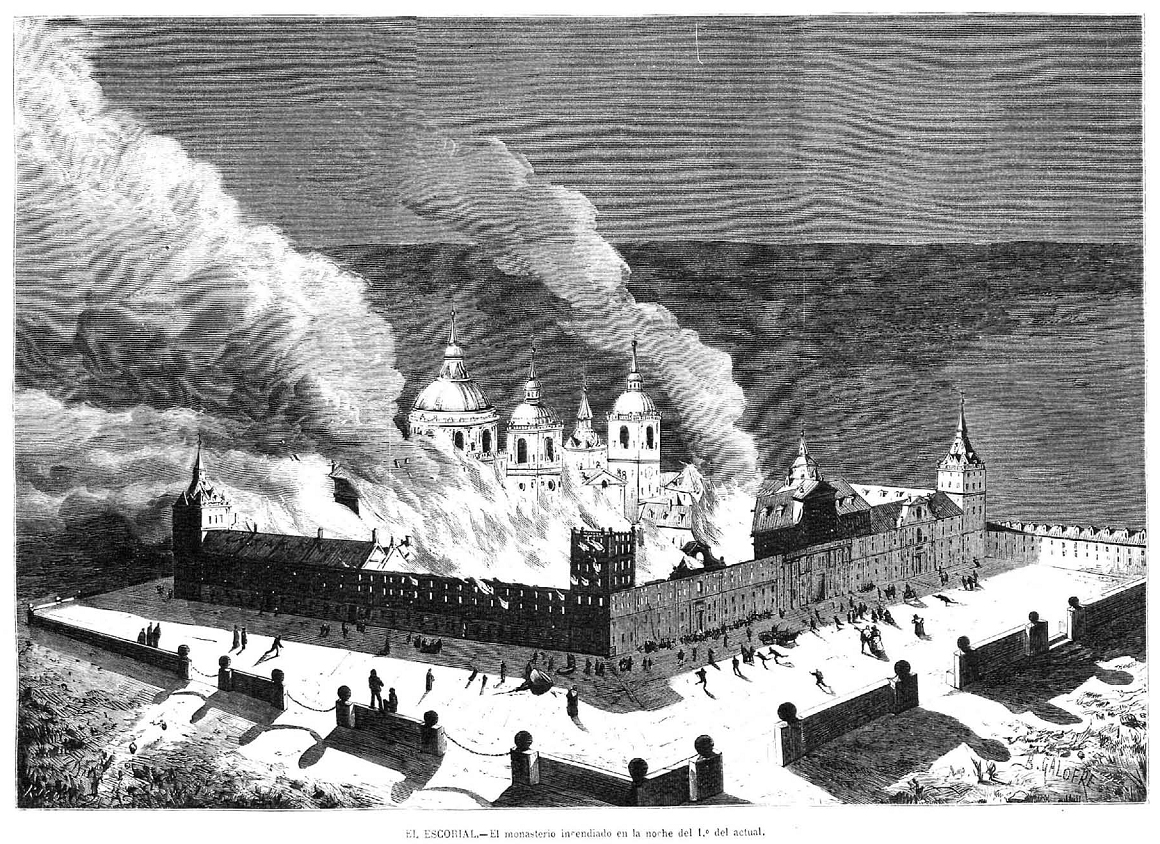
Incendio, 1 de octubre de 1872, dibujo de Galofre en La Ilustración Española y Americana.

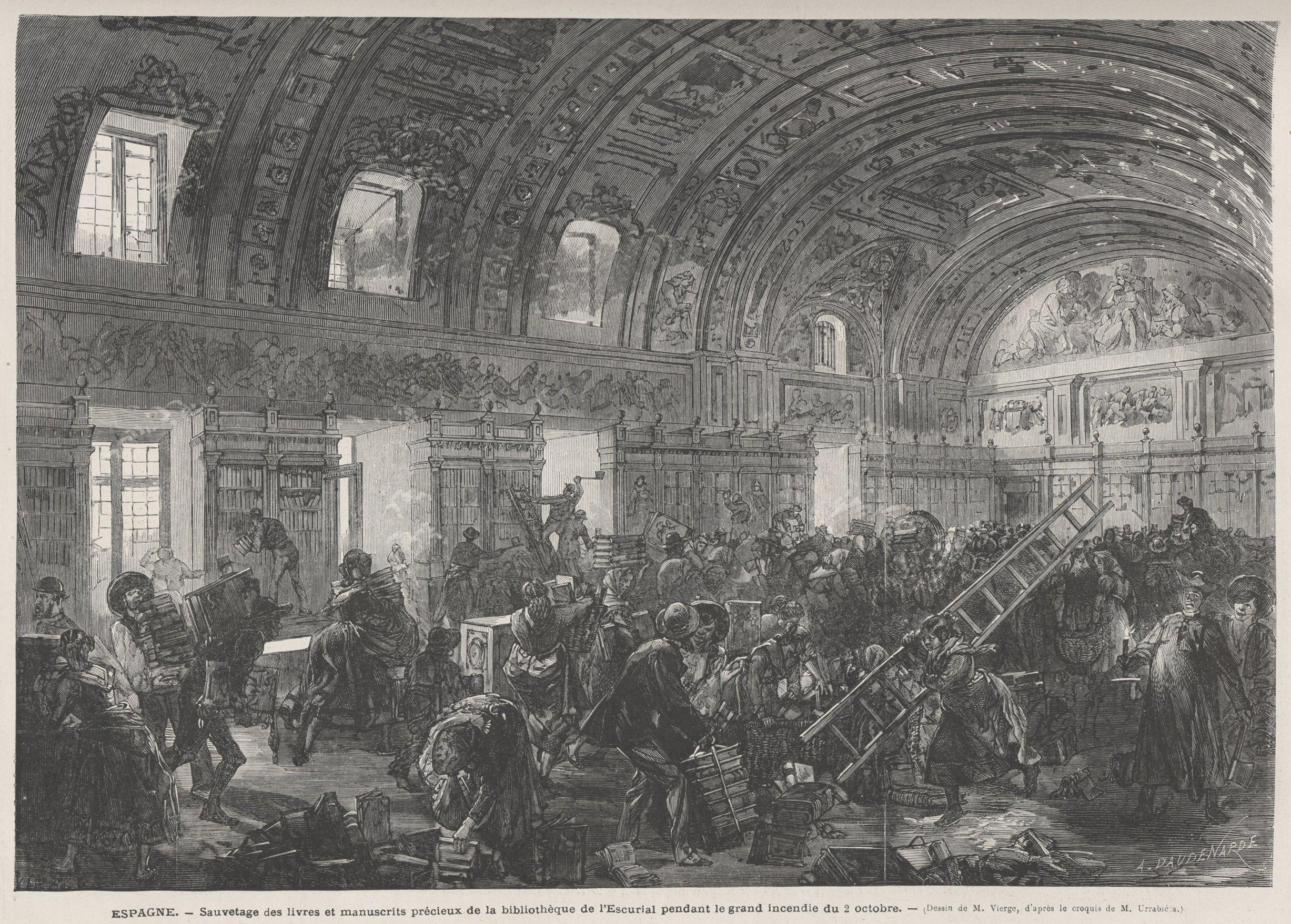
Salvamento de libros y manuscritos preciosos de la biblioteca de El Escorial durante el gran incendio del dos de octubre de 1872, dibujo de Vierge, en Le Monde Illustré.

La invasión francesa de 1808 constituyó un peligro para la institución —no para las obras— equiparable al gran incendio, pues se corrió el riesgo de una gran diáspora de los volúmenes debido a que el Gobierno de Francia ordenó el traslado de los fondos al país galo. Esta tarea fue encargada a José Antonio Conde, un supuesto afrancesado que no hizo gala de tal actitud, pues en lo que duró la ocupación francesa ocultó las obras en el convento de la Trinidad de Madrid.
No obstante lo anterior, cuando en 1814 Fernando VII decretó que las obras volviesen a su emplazamiento original, muchas fueron sustraídas y perdidas en el traslado. Entre las obras que ya no se hallaban en la Escurialense se encontraban el Cancionero de Baena —comprado por el Gobierno de Francia en una subasta—, el Códice borbónico —también adquirido por los franceses— y dos evangeliarios griegos que actualmente se encuentran en el British Museum y en la Biblioteca Pierpont Morgan de Nueva York. Así pues, cuando en 1839 se realizó un inventario faltaban 20 manuscritos y 1608 impresos.
Desde mediados del siglo XIX d. C. se produjeron constantes cambios de los responsables de la biblioteca. En 1837 la gestión de la Escurialense pasó a manos de la Real Academia de Historia. Hasta entonces había sido regentada por la comunidad jerónima, pero la Reina Gobernadora decretó su extinción. Sin embargo, pese a que al frente de la Laurentina se hallase un académico, la gestión real la ejercían exjerónimos como Gregorio Sánchez o José Quevedo. En el año 1848 la Real Academia de Historia finalizó su labor, pasando a manos de la Real Casa. Nuevamente se presenta una transformación superficial, pues pese al cambio de organismo el cargo de bibliotecario siguió siendo desempeñado por el exjerónimo José Quevedo.
El periodo de cambios no supuso, como cabría esperar, un estancamiento en el desarrollo de la biblioteca. Durante estas décadas se llevaron a cabo inventarios mucho más exhaustivos, así como reencuadernaciones de gran belleza. La adquisición de nuevos volúmenes no es tal en cuanto a novedades, sino que la labor principal en esta línea es la de recuperar obras sustraídas o sencillamente prestadas. Sin embargo, los cambios seguían sucediendo.
Durante 1854 la biblioteca volvió a manos de los jerónimos, pues la orden fue restaurada por un breve periodo de tiempo. La gestión en este tiempo fue algo desastrosa, pues se vendió por poco monto la obra Descripción del Escorial, de Juan de Herrera. No obstante, se recuperaron 106 obras impresas provenientes de Valladolid. En este periodo se produce un incendio, en la noche del 1 al 2 de octubre de 1872, que pese a no ser equiparable al de 1671 resucitó viejos fantasmas y provocó algunos daños.

### Estado actual
La dirección de la Real Biblioteca de El Escorial volvió a cambiar en el año 1875, pasando al Real Patrimonio. Durante 10 años, el bibliotecario fue Félix Rozanski, un sacerdote polaco que se encargó de restaurar y consolidar viejos manuscritos. Su labor también estuvo encaminada a reparar los daños producidos por el viejo incendio, aunque su mayor aportación fue la incorporación de la librería del padre Claret, formada por 5000 ejemplares.
En el año 1885, a través de una Real Orden, se confió la Escurialense a los Agustinos. Estos tenían órdenes claras de hacer inventariado y recibir y organizar los fondos que fuesen llegando. La biblioteca, en este momento, ya estaba destinada prácticamente en exclusiva a los investigadores. De hecho, se acuñó por primera vez un catálogo de incunables.
A lo largo del siglo XX d. C. los Agustinos siguieron publicando catálogos de cara a mostrar a investigadores una relación de obras halladas en la Laurentina. Sin embargo, según avanza el tiempo la biblioteca pasó a desempeñar una labor totalmente diferente, que por otra parte es la que se realiza en estos momentos.
Por un lado, se trata de un foco de interés obligado para investigadores de todas las épocas, españoles o extranjeros; por otro, la Real Biblioteca de El Escorial es, en el siglo XXI d. C., un enclave de interés turístico que atrae a la localidad de la sierra de Guadarrama miles de visitantes cada año.

## Estructura

### Salón principal

Salón principal.

Se trata de la pieza principal del conjunto; las fuentes hablan de ella como la «mayor y la más noble», y por eso se la conoce como Salón Principal (además de Salón de los Frescos).
Mide 54 metros de largo, 9 de ancho y 10 de alto, siendo lo más impresionante, al menos visualmente, la bóveda de cañón que corona la sala.
Esta bóveda se halla dividida en 7 zonas, cada una de las cuales está ornamentada con pinturas al fresco que representan las siete artes liberales: el Trivium (Gramática, Retórica y Dialéctica) y el Quadrivium (Aritmética, Música, Geometría y Astrología). Cada una de las artes está representada por una figura alegórica de la disciplina, dos historias relacionadas con ella, una a cada lado (habitualmente sacadas de la mitología, la historia clásica, la Biblia y la historia sagrada). Estas historias se complementan con cuatro sabios, nuevamente una mitad a un lado y otra mitad al otro, representativos de cada arte. Por último, en los frontispicios testeros se hallan representadas la Filosofía (al norte, representando al saber adquirido) y la Teología (al sur, representando el saber revelado).
Esta decoración fue pintada por Pellegrino Tibaldi (Peregrín de Peregrini), en estilo renacentista manierista, siguiendo el programa iconográfico del Padre José de Sigüenza.
En cuanto a las partes laterales del salón principal, el muro de poniente cuenta con 7 ventanas desde las que se observa la sierra de Guadarrama, mientras que el de naciente cuenta con cinco ventanas grandes bajas, con vidrieras y balcones, y cinco pequeñas altas, todas ellas enfocadas hacia el Patio de Reyes.
Los laterales están adornados con multitud de retratos al óleo, entre los que destacan los de Carlos II —pintado por Carreño de Miranda y puesto ahí en 1814—, Felipe II o Carlos V —pintados estos últimos por Pantoja de la Cruz—. Tristemente, durante la invasión napoleónica se perdió el Felipe IV de castaño y plata de Velázquez, ahora en la National Gallery de Londres.
También se encuentran, en este Salón Principal, algunos bustos, como el del marino Jorge Juan. En el hueco de una de las ventanas se halla un armario de finas maderas, el cual está planteado para guardar maderas. Fue realizado a mediados del siglo XVIII d. C., y en él se encuentran 2324 piezas.
Las cuatro paredes cuentan con una poderosa estantería diseñada por Juan de Herrera, el arquitecto del monasterio. Es de estilo clásico-renacentista, y está hecha con maderas finas como la caoba, el cedro o el ébano. Fray José de Sigüenza dijo en su momento que se trata de «la más galana y bien tratada cosa que de este género [...] se ha visto en librería». En cualquier caso, la estantería se encuentra en un zócalo de mármol jaspeado. Cuenta con 54 estantes, cada uno de ellos con seis plúteos. Desde la época en que el padre Antonio de San José fue bibliotecario, a mediados del siglo XVIII d. C., el segundo de estos plúteos cuenta con una tapa de madera cerrada con candado, ya que era común que los cortesanos robasen libros.
Los libros de esta estantería se encuentran con el corte hacia fuera, algo que puede deberse a distintas razones:
- mostrar que los cortes son dorados;
- romper con la monotonía de la vaqueta de los lomos;
- leer el título, escrito en ellos;
- por la colocación, ya que el lomo es más fino que el borde.

Por último, el piso del Salón Principal está pavimentado con mármoles blancos y pardos. En el eje longitudinal (de norte a sur) hay una mesa de madera, la cual es acompañada por otras cinco, de mármol gris. En cada una de éstas hay dos plúteos con libros, los cuales fueron dotados de puertas a finales del siglo XVIII d. C.. Datan de la época de Felipe II, y en un primer momento sostenían esferas relacionadas con la geografía y la astronomía. De hecho, una de ellas todavía se encuentra en la sala.
En la actualidad, esas mesas sirven de expositores para las obras más importantes de la Escurialense, entre las que se hallan las Cantigas de Santa María, de Alfonso X el Sabio, o un Apocalipsis figurado atribuido a Juan Bapteur de Friburgo, Péronet Lamy y Juan Colombe.

### Otras estancias

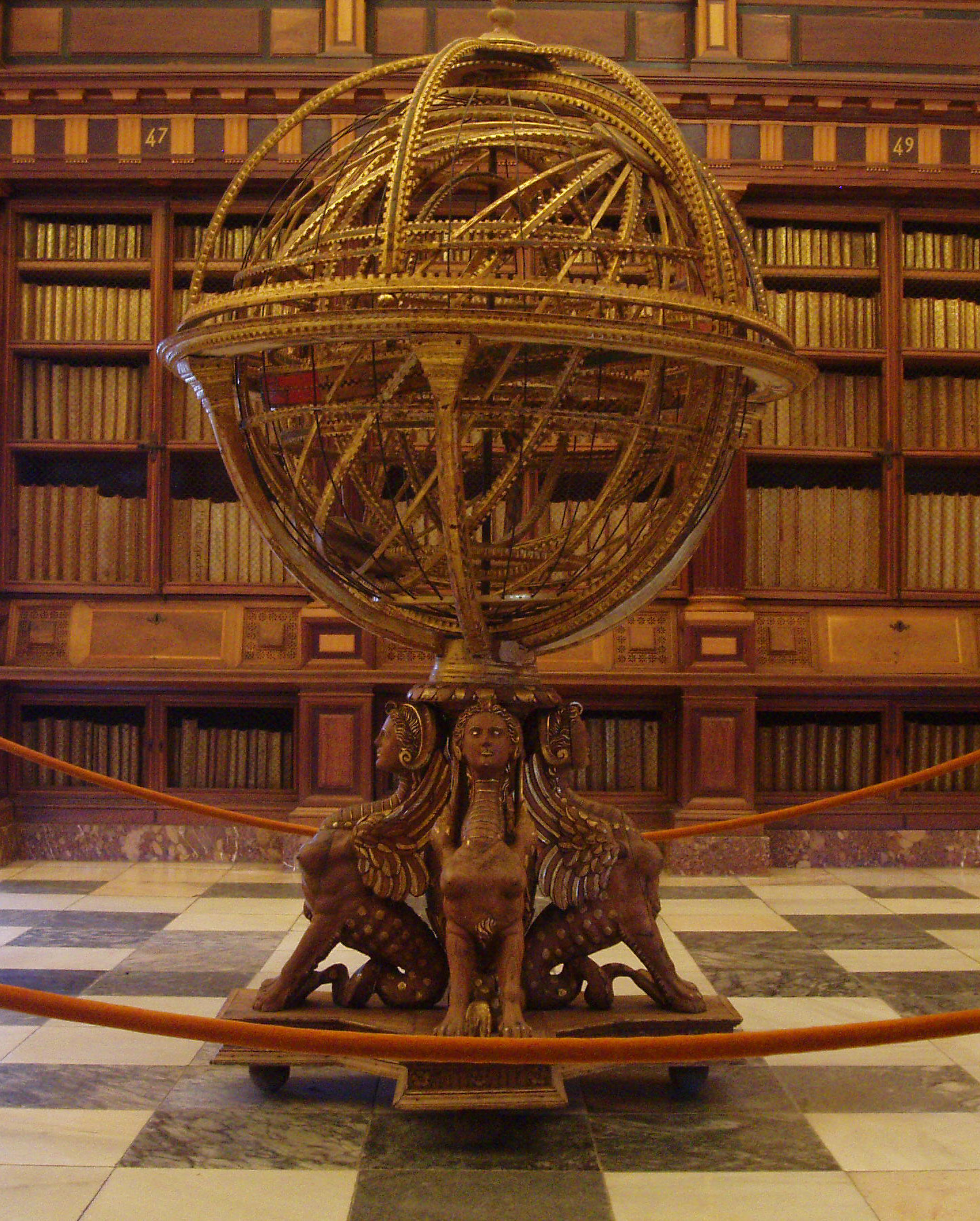
Esfera armilar de la Escurialense, construida por Antonio Santucci; ca. 1582.

El resto de estancias son espacios que en la actualidad están sin uso. Sin embargo, en las fuentes de la época existen referencias sobre ellas.
En primer lugar, están el Salón Alto y el Salón de Verano. Ambos son señalados, por el Padre José de Sigüenza, como las «dos piezas supletorias» de la biblioteca. En cuanto a la primera de ellas, el Salón Alto, se le conoce así por encontrarse justo encima del salón principal, siendo simétrico a él. Por lo que se sabe, contenía «estantes [...] bien labrados [...], una estatua de san Lorenzo [...], retratos de muchos pontífices [...], globos terrestres y celestes y muchas cartas y mapas de provincias», entre otras muchas cosas, además de, evidentemente, libros. Como curiosidad hay que decir que Sigüenza describe esta pieza como muy fría en invierno y caliente en verano, debido a su alta ubicación. De todas formas eso no impide que, hasta que se terminó el salón principal, todos los libros fuesen colocados aquí.
Una vez pasaron a la gran sala, el Salón Alto tuvo multitud de usos, pasando a ser desde dormitorio de novicios hasta el lugar donde el bibliotecario organizaba las obras, pasando por almacén de libros prohibidos.
En cuanto al Salón de Verano, la segunda pieza supletoria de las que señala Sigüenza, se encuentra al lado del Salón Principal, siendo perpendicular a este. Mide en torno a 15 metros de largo y 6 de ancho, y cuenta con 7 ventanas orientadas hacia el Patio de Reyes. Por lo que se sabe, esta sala contaba con manuscritos de gran entidad. Estaba dividida en dos partes, de cara a organizar los manuscritos por idiomas. En la actualidad se emplea para conservar impresos en su mayoría modernos, aunque lo importante acaso sea los retratos que en él se encuentran.
Otra estancia es el Salón de Manuscritos, la antigua ropería del monasterio. Mide 29 metros de largo, 10 de ancho y 8 de alto, contando al igual que el Salón Principal con una bóveda. Está orientado al norte, y fue destinado al almacenamiento de manuscritos en la segunda mitad del siglo XIX d. C.. Cuenta con 47 estantes y tres mesas, y a él fueron trasladados los manuscritos tras el incendio de 1671, y fue este desplazamiento el que los salvó del incendio de 1872, pues no afectó a esta sala.
Relacionado con los manuscritos se halla el Salón del Padre Alaejos. Su principal referencia se encuentra en su testamento, donde dice que la sala «era entonces una pieza oscura como el dormitorio que es sobre el refitorio, y aun tenía menos la segunda luz de las ventanas que salen a los camaranchones por el lado». Las fuentes de la época hablan de ella como una «biblioteca de manuscritos» o «librería de mano», pues en ella se hallaban códices de todo tipo. Esta sala fue pasto de las llamas en 1671, y a partir de ahí perdió el valor que tenía.
Por último, está la Librería del Coro que alberga los libros cantorales utilizados para el rezo y el canto en el oficio divino. Son 221 volúmenes, hechos en pergaminos de pieles de distintos animales, y se hallan repartidos en una única estantería de once cuerpos.

## Descripción de los principales fondos

### Latinos
Los códices latinos son, tradicionalmente, las obras predominantes de la Laurentina. En la actualidad, se conservan en torno a 1400 ejemplares, pero en la época de plenitud pudieron ser alrededor de 4000. Nuevamente, la base la aporta la biblioteca de Felipe II, que pese a no ser más que 9 códices eran de gran valor, como dan cuenta de ello los Evangelios escritos en letras de oro o el Apocalipsis Figurado atribuido a Juan Bapteur.
Poco a poco fueron llegando ejemplares, en una primera hora la mayoría provenientes de las bibliotecas de sus asesores. Así, Gonzalo Pérez aportó obras de autores clásicos como Tito Livio o Plinio, mientras que Páez de Castro o Arias Montano hicieron lo propio. Otra inyección importante se produce en 1571, cuando el monarca solicita a obispos de toda la nación que le envíen las obras de san Isidoro de Sevilla que posean para hacer una edición completa de sus escritos. Finalmente, como era de esperar, los libros enviados a Felipe II nunca llegaron a su destino y quedaron definitivamente en la Laurentina.
De Venecia también llegó un gran número, destacando 26 códices de alquimia. Por otro lado, el obispo de Plasencia Pedro Ponce de León donó un gran número de códices. También se adquirieron, en 1572, algunos manuscritos que habían pertenecido al rey Alfonso I de Nápoles. Diego Hurtado de Mendoza donó en torno a 300 volúmenes, de los cuales se conserva algo más de un quinto en el 2007.
Antes de la muerte de Felipe II se hicieron muchas aportaciones, fue sin duda la época más gloriosa. Tras su muerte, pese a que el proceso no se interrumpe, si es cierto que languidece. Durante el siglo XVII d. C. las principales aportaciones provienen del testamento del difunto rey, aunque a mediados de siglo el Marqués de Liche donó gran parte de la biblioteca del Conde-Duque de Olivares — la cual es, en el 2007, aproximadamente el 50% de los manuscritos que se conservan.
Con el terrible incendio de 1671 se perdieron unas 2000 obras, de valor incalculable. Junto con esa pérdida se daba, como sinergia, que los catálogos existentes perdieron su validez, por lo que durante un tiempo no se supo con exactitud los manuscritos que quedaban. Carlos III, en 1762, se encargó de poner fin a esto y encargó un catálogo que tardó tres años en hacerse. La colección de códices latinos sufrió lo indecible durante el siglo XVIII d. C., pues en una época de fervor patriótico se arrancaron páginas de algunos volúmenes, en especial el De habitu clericorum, porque vertían opiniones en contra de la nación.
Durante el siglo XIX d. C. se estudian los manuscritos, y se publican minuciosos catálogos al hilo de las exigencias de la época. Sea como fuere, en el 2007 los manuscritos latinos ocupan 26 estantes de cuatro plúteos, que suponen más de 1300 obras.

### Griegos
La colección que se halló, en su mejor época, en el Real Monasterio de El Escorial abarcaba 1150 volúmenes, siendo una de las más importantes de Europa. De hecho, la adquisición de volúmenes griegos fue una de las grandes preocupaciones de Felipe II prácticamente desde que decidió organizar una gran biblioteca.
Así, en 1556 se trasladó un copista a París que transcribió docenas de códices de diversos campos. Es así como llega la primera colección, formada por 28 manuscritos. Sin embargo, es a partir de 1570 cuando el ascenso de las obras en griego se hace notable. Antonio Pérez donó 57 códices de su padre, lo mismo que Juan Páez de Castro hizo que algunas de sus pertenencias. De diversas abadías y monasterios llegaron códices en la década de los 70.
Las obras helénicas eran de tal importancia en la biblioteca de El Escorial que se contrató a un copista griego para que organizase y mantuviese en buen estado las compras y donaciones que llegaban a la Laurentina. Diego Hurtado de Mendoza, del que ya se ha hablado, donó 300 manuscritos con obras humanísticas. Previamente a la muerte de Felipe II la biblioteca está en plenitud, y las obras griegas que allí se hallan son una referencia en Europa.
Sin embargo, durante el siglo XVII d. C. el catálogo apenas crece. En estos años las labores que se llevan a cabo en torno a ellas son de catalogación y conservación, y de hecho la última aportación que se conoce, de 52 manuscritos, fue realizada en 1656 por Felipe IV. El devastador incendio que se produciría 15 años más tarde acabó con 700 códices griegos, aunque hay que sumar más pérdidas debido a los robos que se produjeron aprovechando el nerviosismo del momento — que hoy se conservan en las universidades de Upsala y Estocolmo.
Durante el siglo XVIII d. C. se intentan publicar los fondos griegos, bajo el amparo de la corona. Sin embargo, durante la guerra con Francia de comienzos del siglo XIX d. C. el catálogo helénico sufrió grandes desperfectos, y de hecho no se pudo hacer una catalogación científica completa hasta 1885 —además, esta no finalizó hasta 1967—. En total se cuentan, en el 2007, en torno a 650 manuscritos, que ocupan 9 estantes de tres plúteos.

### Árabes
La Real Biblioteca de El Escorial fue, en un primer momento, una excelente poseedora de manuscritos árabes. Los primeros se adquirieron en 1571 a través de Juan Páez de Castro. A partir de ahí se entrelazaban las compras con las obras incautadas en diversas batallas, como la de Lepanto.
En 1573 llega una nueva serie de obras, provenientes de Juan de Borja, que en el 2007 aún se conservan. A finales de la década se produce la gran aportación de Hurtado de Mendoza, entre la que se hallan 256 manuscritos de lengua árabe. En 1580 existían en torno a 360 volúmenes, pero debido a que prácticamente todos eran de temas médicos Felipe II puso gran empeño en aumentar su colección. Esta labor se encomendó a un miembro de la Inquisición, que revisó las obras incautadas e incorporó algunas a la Escurialense. Así, tras el fallecimiento de Felipe II se contaban en torno a 500 manuscritos.
En 1614 la Laurentina se enriqueció con la biblioteca íntegra de Muley Zidán, sultán de Marruecos. En total, 3975 libros que fueron revisados y clasificados, siendo conservados aparte del fondo ya existente. Cuando en 1651 el sultán de Marruecos pidió la devolución de su biblioteca se le denegó.
En el incendio de 1671 se perdieron 2500 códices. Se salvaron algunos de los más valiosos, como un Corán incautado en Lepanto, pero el destrozo fue irreparable. Cuando en 1691 un emisario del sultán de Marruecos intentó obtener la biblioteca de Muley Zidán, se le dijo que absolutamente todos los libros habían perecido en el fuego.
Marruecos siguió interesado en su biblioteca, y varias décadas después, en 1766, se le encargó al secretario del sultán que fuese en misión diplomática a España para recuperarlos. Se le regalaron algunas obras, pero los bibliotecarios de la Escurialense ordenaron esconder los libros «buenos».
Llegados a los siglos XIX y XX apenas hay nuevas incorporaciones. Lo que se produce es una buena tarea de catalogación y estudio, especialmente en esto último ya que hasta la fecha apenas se había trabajado sobre ello. Es destacable la herencia que ha llegado a nuestro tiempo, pues en el 2007 los códices árabes de la biblioteca son casi 2000.

### Hebreos
Los manuscritos hebreos formaron en su mejor momento una colección de 100 volúmenes, todos ellos eran de importante valor debido a su escasez en España por las persecuciones realizadas por el Tribunal de la Santa Inquisición.
Los primeros fondos ingresaron en 1572, y entre ellos se hallaba una Biblia escrita en pergamino. Arias Montano, un reconocido hebraísta, fue el encargado de engrosar el catálogo de obras en hebreo en la biblioteca, haciendo acopio de obras antiguas y muy bellas. A finales de 1576 Hurtado de Mendoza donó 28 manuscritos, entre ellos el Targum Onkelos. Hacia 1585 ingresan algunos más, requisados por el Santo Oficio.
Durante el siglo XVII d. C. la colección se estanca hasta el año 1656, en el que se recibió una gran remesa proveniente de la biblioteca del Conde-Duque de Olivares. En el incendio de 1671 se perdieron 40 manuscritos, lo cual supuso más de 1/3 de los existentes. Después de esto, los libros en hebreo permanecieron durante un tiempo almacenados junto a los prohibidos por la Inquisición.
A lo largo del siglo XIX d. C. se publican catálogos de estos códices, especialmente en la segunda mitad de siglo. Además, las obras de origen judío que se hallaban en la Laurentina fueron objeto de diversos estudios. Durante el siglo XX d. C. se siguió trabajando en la catalogación y descripción de las obras, hasta llegar a su estado actual. Se encuentran en un estante de cuatro plúteos, no llegando a las 80 unidades. El ejemplar más importante es la Biblia de Arias Montano, a la que ya se ha hecho referencia.

### Castellanos

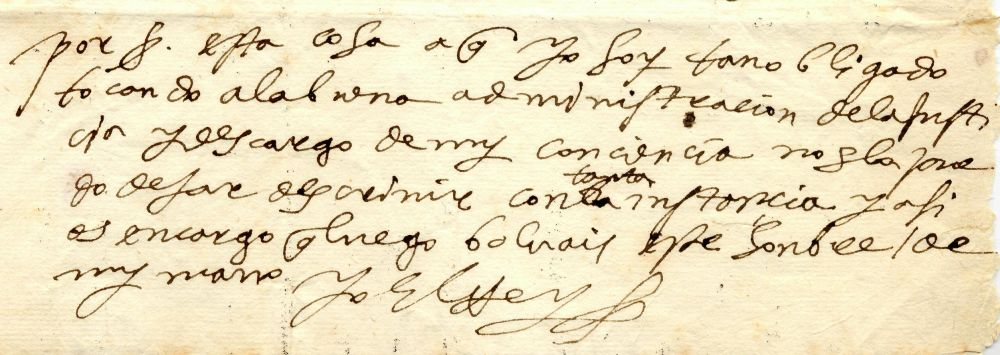
Manuscrito de Felipe II.

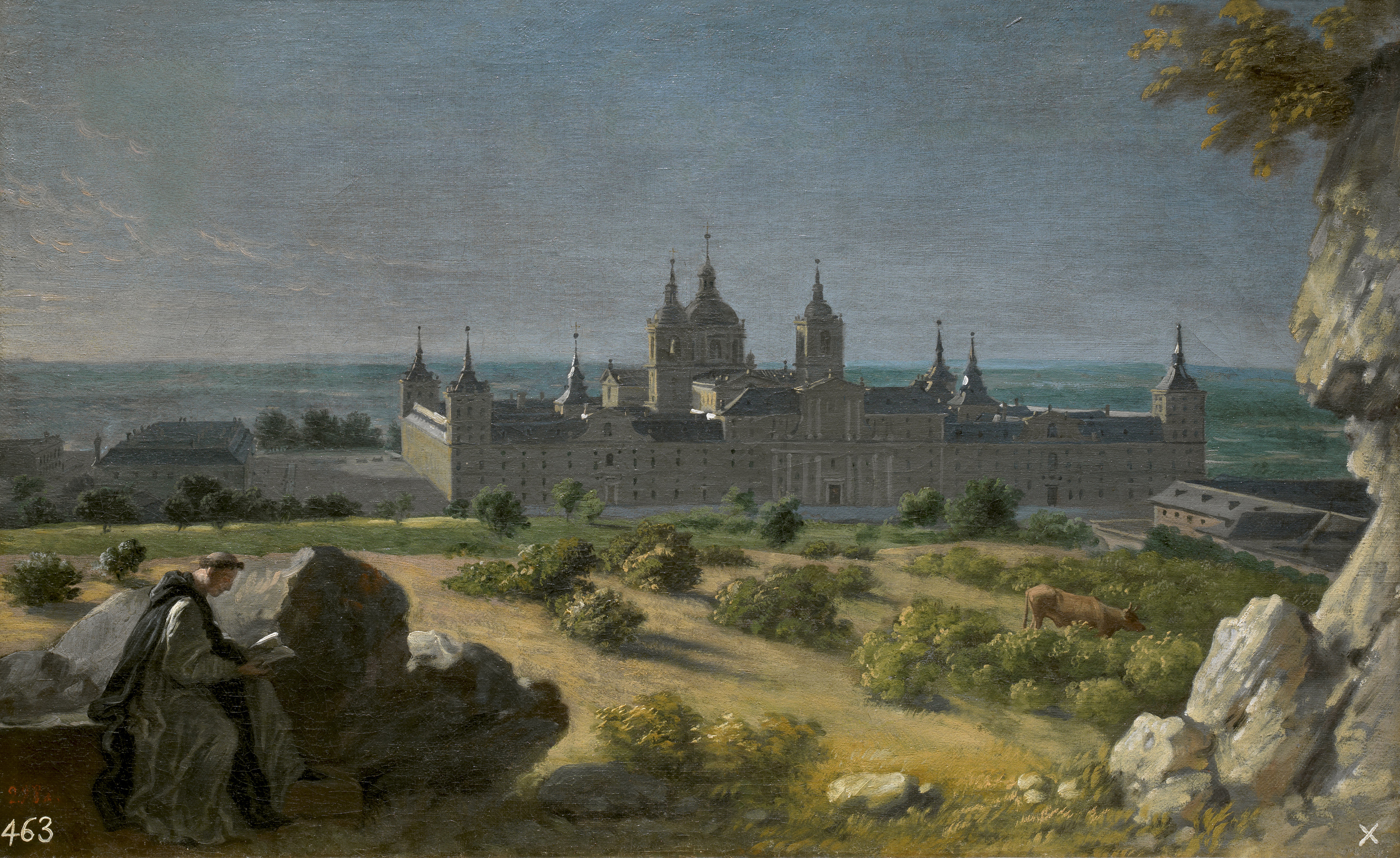
Monasterio de San Lorenzo de El Escorial en una pintura de 1723, Michel-Ange Houasse (Museo del Prado).

Siguiendo la tendencia de los manuscritos hebreos, los castellanos tampoco son excesivamente numerosos aunque sí de indudable calidad. Felipe II albergó en la biblioteca obras escritas en romance, pese a los prejuicios que sobre ella existían en la época.
Debido a que son de lengua castellana, y por tanto más conocidos para la población española, más que su procedencia lo importante son las obras en sí mismas que se hallan.
En un primer momento, se encontraban manuscritos de Francisco de Rojas, Juan Ponce de León, Antonio de Guevara —estas últimas de gran valor, como su Crónica de la navegación de Colón— o Juan de Herrera.
De «palacio» llegaron obras de Francisco Hernández, de Alfonso X el Sabio y de Juan Bautista de Toledo. En 1576 de la biblioteca de Hurtado de Mendoza llegaron 20 códices castellanos, entre ellos el Cancionero de Baena. En los siguientes años llegan nuevas obras de Alfonso X el Sabio, así como de Isabel la Católica.
El incendio fue igual de devastador, en proporción, con las obras escritas en castellano. Durante el siglo XVII d. C. hubo pocos incrementos, siendo nuevamente la principal inyección la biblioteca del Conde-Duque de Olivares. No obstante, a partir de aquí las obras en castellano apenas aumentaron.
En la actualidad los manuscritos castellanos se guardan en el Salón de Manuscritos, ocupando una serie de plúteos de dicho espacio.

### Otras lenguas
De menor entidad son los fondos de obras escritas en otros idiomas, entre los que se pueden citar:
- Alemanes: existen dos códices en pergamino.
- Armenios: hay otros dos códices, uno proveniente de la biblioteca de Hurtado de Mendoza.
- Chinos/nipones: la colección es de 40 volúmenes, todos de grandísima importancia. Fueron, en su mayoría, regalados por el portugués Gregorio Gonzálvez a Felipe II.
- Catalanes/valencianos: se conservan unos 50 códices, de entre los que destaca el Flos Sanctorum de finales del siglo XIII d. C..
- Franceses: en época de plenitud fueron casi 100, pero en el 2007 no llegan a 30. Destaca un Breviario de Amor de bellísimas ilustraciones.
- Italianos: son aproximadamente 80, en su mayoría relacionadas con la música — como el comentario de Ars Amandi atribuido a Bocaccio.
- Persas/turcos: se conservan casi 30, y se cree que en su mayoría proceden de la batalla de Lepanto.
- Portugueses/gallegos: son solo 15, pero muy notables. Están relacionados con Alfonso X el Sabio e Isabel la Católica.

### Obras generales
- BENNASSAR, B., La España de los Austrias (1516-1700), 1.ª Edición, Barcelona: Editorial Crítica, 2001, pp. 9-30, ISBN 84-8432-221-1.
- MUÑOZ COSME, A., Los espacios del saber. Historia de la arquitectura de las bibliotecas, 1.ª Edición, Gijón: Ediciones Tarea, 2004, pp. 91–95, ISBN 84-9704-102-X.

### Monografías
- BOUZA, F. y CHECA, F., Cultura, ciencia, tecnología, en BOUZA, F. y CHECA, F. (coords.), El Escorial. Biografía de una época. La historia, 1.ª Edición, Madrid: Fundación para el apoyo de la cultura, 1986, pp. 219-225, DL: M-35693-1986.
- CHECA CREMADES, J. L., La encuadernación renacentista en la Biblioteca del Monasterio de El Escorial, 1.ª Edición, Madrid: Ollero & Ramos, 1998, pp. 37-53, ISBN 84-7894-104-0.
- DE ANDRÉS, G., Perfil histórico de la Real Biblioteca de El Escorial, en SANTIAGO PAÉZ, E. (coord.), El Escorial en la Biblioteca Nacional. IV Centenario, 1.ª Edición, Madrid: Ministerio de Cultura, 1985, pp. 561-565, ISBN 84-505-2729-2.
- DE ANDRÉS, G., Real Biblioteca de El Escorial, 1.ª Edición, Madrid: Aldus, 1970, DL: M. 20720-1970.
- DE SIGÜENZA, F. J., La fundación del Monasterio de El Escorial, 1.ª Edición, Madrid: Turner Libros S. A., 1986, pp. 273-305, ISBN 84-7506-178-8.
- GARCÍA MORENCOS, P., Importantes incunables españoles en la Biblioteca de El Escorial, en SOLANO, F. (coord.), Fe y sabiduría. La biblioteca. IV Centenario del Monasterio de El Escorial, 1.ª Edición, Madrid: Patrimonio Nacional, 1986, pp. 89-99, ISBN 84-7120-108-9.
- GRAUX, C., Los orígenes del fondo griego del Escorial, 1.ª Edición, Madrid: Fundación Universitaria Española, 1982, pp. 309-323/349–351, ISBN 84-7392-210-7.
- JIMÉNEZ, N. (Coord.), San Lorenzo de El Escorial: Un paseo por el siglo XVI d. C., 1.ª edición, Madrid: Comunidad de Madrid, 2005.
- JUSTEL CALABOZO, B., La Real Biblioteca de El Escorial y sus manuscritos árabes, 1.ª edición, Madrid: Instituto Hispano-Árabe de Cultura, 1978, pp. 7-129, ISBN 84-7472-007-9.
- SANZ BOMBÍN, M. C., «Manuscritos relacionados con el monasterio de San Lorenzo de El Escorial en la Biblioteca Nacional», en SANTIAGO PÁEZ, E. (coord.), El Escorial en la Biblioteca Nacional. IV Centenario, 1.ª Edición, Madrid: Ministerio de Cultura, 1985, pp. 567-572, ISBN 84-505-2729-2.
- TAYLOR, R., «Las ciencias ocultas en la Biblioteca de El Escorial», en SOLANO, F. (coord.), Fe y sabiduría. La biblioteca. IV Centenario del Monasterio de El Escorial, 1.ª Edición, Madrid: Patrimonio Nacional, 1986, pp. 21-40, ISBN 84-7120-108-9.